# سرشماری ۱۹۵۷ عراق
سرشماری ۱۹۵۷ عراق دومین سرشماری بود که در پادشاهی عراق انجام شد. این سرشماری که پس از گذشت بیش از ۲۵ سال از تأسیس عراق انجام شد، نشان داد که جمعیت این کشور ۶٬۳۳۹٬۹۶۰ نفر است. بر طبق نتایج این سرشماری، مسلمانان ۹۵٪ از کل جمعیت را تشکیل می‌دادند. پس از آن مسیحیان با ۳٫۳٪ در ردهٔ دوم قرار داشتند و ایزدیان با ۰٫۸۸٪ و یهودیان با ۰٫۰۸٪ پس از آن قرار گرفتند. بزرگ‌ترین شهر این کشور، پایتخت آن بغداد با ۴۹۰٬۴۹۶ نفر جمعیت بود.
| استانداری | اکنون بخشی از      | مسلمانان  | مسیحیان | یهودیان | مندائیان |
| --------- | ------------------ | --------- | ------- | ------- | -------- |
| عماره     | میسان              | ۳۲۵٬۹۰۰   | ۱٬۰۸۶   | ۶۵      | ۲٬۵۷۹    |
| بغداد     | بغداد و صلاح‌الدین  | ۱٬۲۳۵٬۵۳۸ | ۶۸٬۷۷۵  | ۳٬۶۳۴   | ۳٬۷۶۸    |
| بصره      | بصره               | ۴۸۹٬۱۱۷   | ۱۱٬۲۳۸  | ۳۵۲     | ۲٬۱۸۲    |
| اربیل     | اربیل              | ۲۶۵٬۹۸۴   | ۷٬۱۹۸   | ۱       | ۴۱       |
| دیاله     | دیاله              | ۳۲۸٬۴۱۰   | ۸۱۶     | ۶۷      | ۲۲۳      |
| دیوانیه   | قادسیه، مثنی و نجف | ۵۱۹٫۷۳۲   | ۴۲۹     | ۴۲      | ۱۹۲      |
| دلیم      | انبار              | ۲۴۴٬۵۷۰   | ۸٬۰۴۱   | ۱۸      | ۲۴۳      |
| حله       | بابل               | ۳۵۴٬۰۴۷   | ۵۰۲     | ۱۶      | ۷۲       |
| کربلا     | کربلا              | ۲۱۷٬۱۴۳   | ۹۱      | ۱۸      | ۳۸       |
| کرکوک     | کرکوک              | ۳۷۵٬۲۳۲   | ۱۳٬۱۵۰  | ۶       | ۲۴۲      |
| کوت       | واسط               | ۲۹۴٬۹۵۵   | ۳۱۳     | ۵۲      | ۲۲۵      |
| موصل      | نینوا و دهوک       | ۶۰۹٬۲۴۷   | ۹۰٬۳۴۸  | ۱۸      | ۶۱       |
| منتفق     | ذی‌قار              | ۴۵۶٬۸۸۵   | ۳۱۴     | ۱۷      | ۱٬۵۴۴    |
| سلیمانیه  | سلیمانیه           | ۳۰۲٬۸۲۵   | ۱٬۹۲۵   | ۱۳      | ۱۵       |
| مجموع     |                    | ۶٬۰۵۷٬۴۹۳ | ۲۰۶٬۲۰۶ | ۴٬۹۰۶   | ۱۱٬۸۲۵   |